# Wilfried Dalmat
Wilfried Dalmat (* 17. Juli 1982 in Tours) ist ein französischer Fußballspieler mit Wurzeln auf Saint-Martin.

## Karriere

### Verein
Dalmat begann seine Karriere in der Jugendmannschaft von US Joué-lès-Tours. 1996 wechselte er zum FC Nantes, wo er 2000 in die erste Mannschaft geholt wurde. Bereits in seiner ersten Saison wurde Nantes Meister in Frankreich. Weiters konnte die Trophée des Champions, der französische Supercup, gewonnen werden. Nach einem weiteren halben Jahr beim Meister und nach seinen ersten Einsätzen in der UEFA Champions League (Debüt am 11. September 2001 gegen PSV Eindhoven, Dalmat erzielte das 3:0 beim 4:1-Erfolg, drei weitere Spiele folgten), wechselte er im Januar 2002 zu Olympique Marseille, mit welchem er den neunten Endrang erreichte. Im Sommer kehrte er wieder nach Nantes zurück; diesem Verein kehrte er wiederum in der Winterübertrittszeit den Rücken und ging zu LB Châteauroux in die Ligue 2.
Nach Platz fünf wechselte er innerhalb der zweithöchsten französischen Spielklasse zu Grenoble Foot, dem er ebenfalls nur ein halbes Jahr treu blieb. Im Frühjahr 2004 stand er in Italien bei US Lecce unter Vertrag, mit welchem er Platz zehn der Serie A erreichte. Für eine volle Saison kehrte er dann nach Grenoble zurück. 2005/06 ging es weiter nach Spanien, wo Dalmat bei Racing Santander spielte. Der Abstieg konnte um einen Punkt verhindert werden, Racing wurde 17. Danach wechselte er nach Belgien zu RAEC Mons. In zwei Spielzeiten wurden Platz 8 und 16 erreicht. 2008 kam dann die Vertragsunterschrift bei Standard Lüttich. Hier konnte er seinen zweiten Meistertitel sowie seinen zweiten Supercupsieg feiern. Nach einer relativ verkorksten Saison 2009/10 (Viertelfinale Europa League erreicht, Achter der Liga, Platz zwei in Gruppe B des Europa-League-Play-Offs) wechselte er im Sommer 2010 zum Ligakonkurrenten FC Brügge. Nach der Saison 2010/11 wechselte Dalmat in die Türkei und spielt künftig für Orduspor.
Zur Saison 2012/13 wurde er an den Zweitligisten Karşıyaka SK ausgeliehen. In seinem neuen Verein etablierte er sich auf Anhieb als Leistungsträger. Mit seinem Tor zum 1:0 in der Ligapartie vom 10. Dezember 2012 gegen Kayseri Erciyesspor gelang ihm das schnellste Tor in der Geschichte der TFF 1. Lig. Nachdem er die Hinrunde der Spielzeit 2012/13 bei Karşıyaka gespielt hatte, wurde er für die Rückrunde an den Zweitligisten Boluspor ausgeliehen. Dann folgte der Wechsel nach Griechenland zu Panetolikos und ein Jahr später zum belgischen Verein Royal White Star Brüssel.
Seit 2016 ist er nur noch im Amateurbereich aktiv und spielte drei Saisons für den FC Bourges und seit dem Sommer 2019 für Vierzon FC.

### Nationalmannschaft
Dalmat spielte für verschiedene französische Auswahlmannschaften. Am 6. September 2019 debütierte er dann als 37-jähriger für die Nationalmannschaft von Saint-Martin in der CONCACAF Nations League gegen Barbados (0:4). In seinem zweiten Länderspiel gegen die Amerikanischen Jungferninseln (1:2) gelang ihm sogar ein Tor.

## Privates
Sein Bruder Stéphane Dalmat war ebenfalls als Profifußballer aktiv und spielte u. a. für Inter Mailand, Paris Saint-Germain und Tottenham Hotspur.

## Erfolge
- Französischer Meister: 2001
- Französischer Supercupsieger: 2001
- Belgischer Meister: 2009
- Belgischer Superpokalsieger: 2009